# Jürgen Belpaire
Jürgen Belpaire (Blankenberge, 3 januari 1973) is een Belgisch voormalig voetballer die speelde als doelman.

## Carrière
Jürgen Belpaire begon aan de Belgische kust bij de jeugd van KSV Blankenberge te voetballen. Al snel maakte hij de overstap naar de bekendste West-Vlaamse voetbalclub: Club Brugge. Belpaire was een doelman en belandde in de jaren 90 meteen in de schaduw van Dany Verlinden. Op een gegeven moment moest hij zelfs plaats maken voor nog een doelman: Ibrahim Nader El-Sayed. Bovendien was hij niet de beste vriend van toenmalig trainer Eric Gerets. Belpaire verhuisde in 1999 dan ook naar een andere club.
Hij ging aan de slag bij het Nederlandse RBC Roosendaal. Daar kreeg hij meer speelkansen, maar hij was er zeker geen titularis. Hij werd geteisterd door blessures. In 2001 verliet hij net als enkele andere keepers zoals Jörg van Nieuwenhuijzen en Oscar Moens de club. Belpaire trok naar HSV Hoek, een amateurvoetbalclub. In 2004 keerde hij terug naar België, waar hij opnieuw aan de kust ging voetballen. Hij werd doelman bij SC Blankenberge.

## Clubs
- Club Brugge (1993-1999)
  - Kampioen (1996, 1998), Beker van België (1995, 1996), Belgische Supercup (1994, 1996, 1998)
- RBC Roosendaal (1999-2001)
  - Promotie naar Eredivisie (2000)
- HSV Hoek (2001-2004)
- SC Blankenberge (2004-2014)